# La Manga

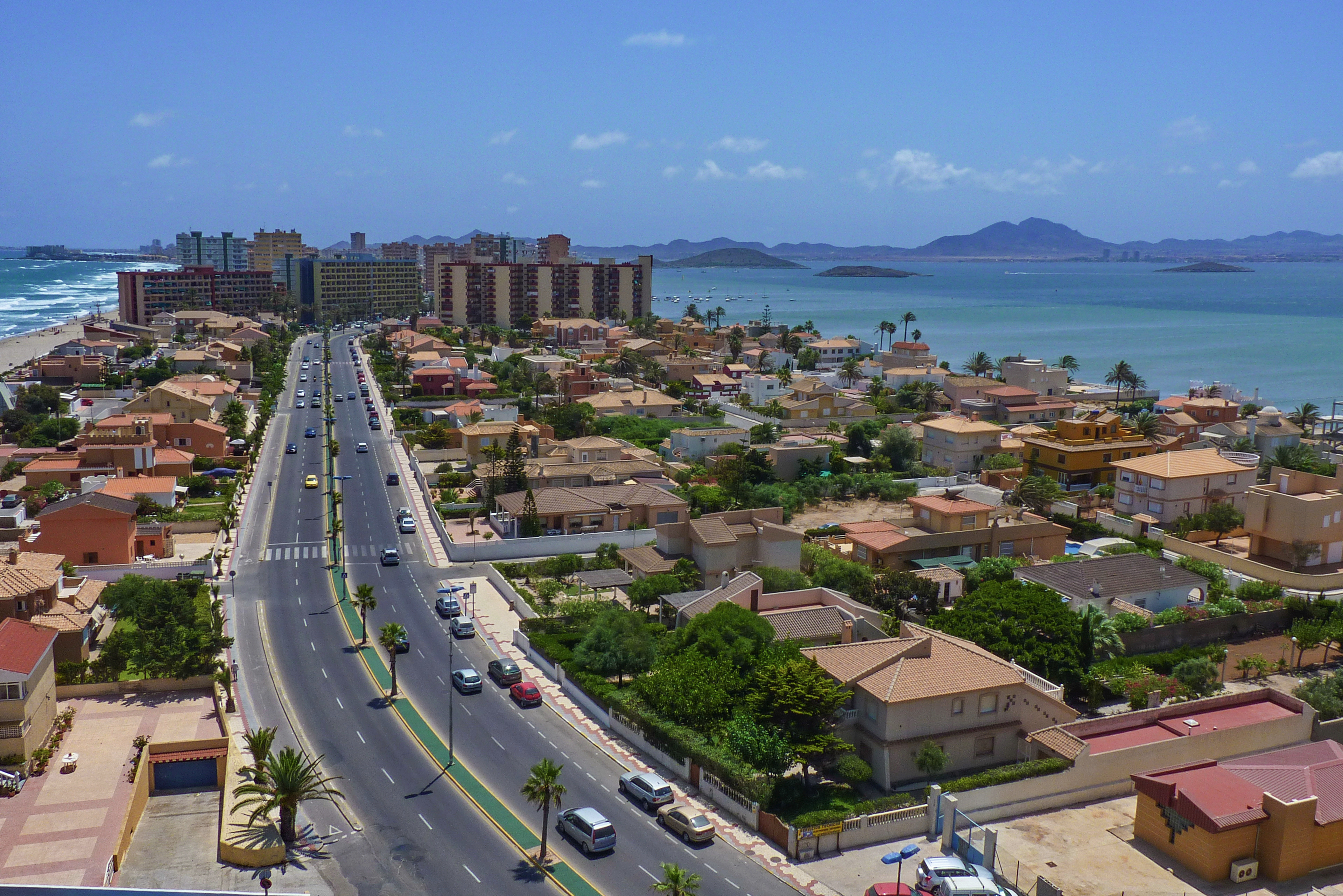
Widok na półwysep

La Manga lub La Manga del Mar Menor – półwysep w Hiszpanii leżący pomiędzy Morzem Śródziemnym a Morzem Mniejszym (Mar Menor) niedaleko Murcji. La Manga leży przy mieście Kartagena. Ma 22 km długości oraz ok. 100 m szerokości. Miejsce jest jedną z atrakcji turystycznych regionu Murcji.